# Morellia dalcyi
Morellia dalcyi är en tvåvingeart som beskrevs av Pamplona 1986. Morellia dalcyi ingår i släktet Morellia och familjen husflugor. Inga underarter finns listade i Catalogue of Life.